# Tercera División de España 1974-75
La temporada 1974–75 de la Tercera División de España de fútbol corresponde a la 38.ª edición del campeonato y se disputó entre el 8 de septiembre de 1974 y el 22 de junio de 1975.

## Sistema de competición
La Tercera División de España 1974-75 fue organizada por la Federación Española de Fútbol (RFEF).
El campeonato contó con la participación de 80 clubes divididos en cuatro grupos. La competición siguió un sistema de liga, de modo que los equipos de cada grupo se enfrentaron entre sí, todos contra todos en dos ocasiones -una en campo propio y otra en campo contrario- sumando un total de treinta y ocho jornadas. El orden de los encuentros se decidió por sorteo antes de empezar la competición.
Se estableció una clasificación con arreglo a los puntos obtenidos en cada enfrentamiento, a razón de dos por partido ganado, uno por empatado y ninguno en caso de derrota. En caso de empate a puntos entre dos o más clubes en la clasificación, se tuvo en cuenta el mayor cociente de goles. 
Los primeros clasificados de cada grupo ascendieron directamente a Segunda División, mientras que los segundos clasificados disputaron la Promoción de Ascenso en sistema de eliminatoria ante los equipos de Segunda División clasificados entre el decimotercero y decimosexto puesto para decidir ascenso o permanencia según el caso.
Los cuatro últimos clasificados descendieron directamente a categoría Regional, mientras que los cuatro anteriores en la clasificación disputaron la Promoción de Permanencia en sistema de eliminatoria ante equipos de Regional.

## Clasificaciones

### Grupo I
| Pos. | Equipo                           | Pts. | PJ | G  | E  | P  | GF | GC | Dif. | Clasificación                     |
| ---- | -------------------------------- | ---- | -- | -- | -- | -- | -- | -- | ---- | --------------------------------- |
| 1    | R. C. Deportivo de La Coruña (A) | 56   | 38 | 24 | 8  | 6  | 69 | 25 | +44  | Ascenso a Segunda División        |
| 2    | C. D. Ensidesa (A)               | 54   | 38 | 23 | 8  | 7  | 63 | 29 | +34  | Acceso a Promoción de ascenso     |
| 3    | Racing de Ferrol                 | 48   | 38 | 17 | 14 | 7  | 44 | 27 | +17  |                                   |
| 4    | Palencia C. F.                   | 48   | 38 | 20 | 8  | 10 | 55 | 45 | +10  |                                   |
| 5    | C. D. Lugo                       | 46   | 38 | 17 | 12 | 9  | 51 | 38 | +13  |                                   |
| 6    | Sestao S. C.                     | 46   | 38 | 20 | 6  | 12 | 58 | 47 | +11  |                                   |
| 7    | Pontevedra C. F.                 | 43   | 38 | 15 | 13 | 10 | 47 | 35 | +12  |                                   |
| 8    | Bilbao Atlético                  | 40   | 38 | 14 | 12 | 12 | 59 | 52 | +7   |                                   |
| 9    | Club Guernica                    | 39   | 38 | 16 | 7  | 15 | 45 | 42 | +3   |                                   |
| 10   | U. P. Langreo                    | 38   | 38 | 13 | 12 | 13 | 42 | 40 | +2   |                                   |
| 11   | C. D. Gijón                      | 37   | 38 | 12 | 13 | 13 | 42 | 41 | +1   |                                   |
| 12   | Gimnástica de Torrelavega        | 37   | 38 | 15 | 7  | 16 | 48 | 49 | −1   |                                   |
| 13   | C. D. Guecho                     | 36   | 38 | 12 | 12 | 14 | 36 | 44 | −8   | Acceso a Promoción de permanencia |
| 14   | C. D. Basconia                   | 35   | 38 | 11 | 13 | 14 | 53 | 62 | −9   | Acceso a Promoción de permanencia |
| 15   | Club Lemos                       | 34   | 38 | 11 | 12 | 15 | 35 | 46 | −11  | Acceso a Promoción de permanencia |
| 16   | C. D. Turón                      | 33   | 38 | 13 | 7  | 18 | 38 | 44 | −6   | Acceso a Promoción de permanencia |
| 17   | Gran Peña Celtista (D)           | 27   | 38 | 9  | 9  | 20 | 43 | 48 | −5   | Descenso a Categorías regionales  |
| 18   | Atlético Universitario (D)       | 26   | 38 | 7  | 12 | 19 | 27 | 48 | −21  | Descenso a Categorías regionales  |
| 19   | Caudal Deportivo (D)             | 22   | 38 | 5  | 12 | 21 | 27 | 53 | −26  | Descenso a Categorías regionales  |
| 20   | S. D. Unión Club (D)             | 15   | 38 | 5  | 5  | 28 | 30 | 97 | −67  | Descenso a Categorías regionales  |

 Fuente: Fútbol Regional

### Grupo II
| Pos. | Equipo                     | Pts. | PJ | G  | E  | P  | GF | GC | Dif. | Clasificación                     |
| ---- | -------------------------- | ---- | -- | -- | -- | -- | -- | -- | ---- | --------------------------------- |
| 1    | C. A. Osasuna (A)          | 61   | 38 | 28 | 5  | 5  | 79 | 32 | +47  | Ascenso a Segunda División        |
| 2    | Getafe Deportivo           | 53   | 38 | 22 | 9  | 7  | 74 | 35 | +39  | Acceso a Promoción de ascenso     |
| 3    | C. D. Logroñés             | 46   | 38 | 19 | 8  | 11 | 51 | 35 | +16  |                                   |
| 4    | Castilla C. F.             | 46   | 38 | 17 | 12 | 9  | 64 | 41 | +23  |                                   |
| 5    | C. D. Mirandés             | 42   | 38 | 17 | 8  | 13 | 50 | 41 | +9   |                                   |
| 6    | San Sebastián C. F.        | 40   | 38 | 16 | 8  | 14 | 63 | 51 | +12  |                                   |
| 7    | C. D. Carabanchel          | 37   | 38 | 13 | 11 | 14 | 45 | 50 | −5   |                                   |
| 8    | C. D. Tudelano             | 37   | 38 | 14 | 9  | 15 | 52 | 49 | +3   |                                   |
| 9    | C. D. Pegaso               | 37   | 38 | 13 | 11 | 14 | 40 | 48 | −8   |                                   |
| 10   | Atlético Madrileño         | 37   | 38 | 15 | 7  | 16 | 50 | 43 | +7   |                                   |
| 11   | C. D. Colonia Moscardó     | 37   | 38 | 13 | 11 | 14 | 40 | 42 | −2   |                                   |
| 12   | Real Unión de Irún         | 36   | 38 | 16 | 4  | 18 | 39 | 45 | −6   |                                   |
| 13   | A. D. Torrejón             | 36   | 38 | 10 | 16 | 12 | 37 | 41 | −4   | Acceso a Promoción de permanencia |
| 14   | C. D. Salmantino           | 36   | 38 | 12 | 12 | 14 | 48 | 63 | −15  | Acceso a Promoción de permanencia |
| 15   | S. D. C. Michelín          | 35   | 38 | 14 | 7  | 17 | 42 | 56 | −14  | Acceso a Promoción de permanencia |
| 16   | S. D. Eibar                | 33   | 38 | 11 | 11 | 16 | 43 | 52 | −9   | Acceso a Promoción de permanencia |
| 17   | C. D. Béjar Industrial (D) | 32   | 38 | 13 | 6  | 19 | 40 | 60 | −20  | Descenso a Categorías regionales  |
| 18   | C. D. Calahorra (D)        | 29   | 38 | 11 | 7  | 20 | 46 | 66 | −20  | Descenso a Categorías regionales  |
| 19   | C. D. Guadalajara (D)      | 27   | 38 | 9  | 9  | 20 | 37 | 53 | −16  | Descenso a Categorías regionales  |
| 20   | A. D. Arganda (D)          | 23   | 38 | 8  | 7  | 23 | 50 | 87 | −37  | Descenso a Categorías regionales  |

 Fuente: Fútbol Regional

### Grupo III
| Pos. | Equipo                          | Pts. | PJ | G  | E  | P  | GF | GC | Dif. | Clasificación                     |
| ---- | ------------------------------- | ---- | -- | -- | -- | -- | -- | -- | ---- | --------------------------------- |
| 1    | C. F. Tarrasa (A)               | 52   | 38 | 22 | 8  | 8  | 59 | 33 | +26  | Ascenso a Segunda División        |
| 2    | Levante U. D.                   | 50   | 38 | 22 | 6  | 10 | 70 | 38 | +32  | Acceso a Promoción de ascenso     |
| 3    | C. D. Constancia                | 45   | 38 | 19 | 7  | 12 | 49 | 37 | +12  |                                   |
| 4    | C. D. Manresa                   | 41   | 38 | 17 | 7  | 14 | 46 | 42 | +4   |                                   |
| 5    | C. D. Mestalla                  | 41   | 38 | 15 | 11 | 12 | 34 | 33 | +1   |                                   |
| 6    | Gerona C. F.                    | 40   | 38 | 17 | 6  | 15 | 52 | 42 | +10  |                                   |
| 7    | S. D. Ibiza                     | 39   | 38 | 15 | 9  | 14 | 49 | 42 | +7   |                                   |
| 8    | Villarreal C. F.                | 39   | 38 | 16 | 7  | 15 | 39 | 41 | −2   |                                   |
| 9    | Onteniente C. F.                | 38   | 38 | 16 | 6  | 16 | 38 | 40 | −2   |                                   |
| 10   | C. D. Villena                   | 38   | 38 | 15 | 8  | 15 | 37 | 41 | −4   |                                   |
| 11   | Vinaroz C. F.                   | 37   | 38 | 15 | 7  | 16 | 37 | 47 | −10  |                                   |
| 12   | C. D. Olímpico de Játiva        | 37   | 38 | 16 | 5  | 17 | 46 | 45 | +1   |                                   |
| 13   | Algemesí C. F. (D)              | 35   | 38 | 11 | 13 | 14 | 38 | 52 | −14  | Acceso a Promoción de permanencia |
| 14   | C. F. Calella                   | 35   | 38 | 14 | 7  | 17 | 39 | 44 | −5   | Acceso a Promoción de permanencia |
| 15   | U. D. Lérida                    | 35   | 38 | 12 | 11 | 15 | 29 | 48 | −19  | Acceso a Promoción de permanencia |
| 16   | S. D. Huesca                    | 34   | 38 | 12 | 10 | 16 | 47 | 48 | −1   | Acceso a Promoción de permanencia |
| 17   | Yeclano C. F. (D)               | 34   | 38 | 13 | 8  | 17 | 52 | 52 | 0    | Descenso a Categorías regionales  |
| 18   | C. D. Atlético de Ciudadela (D) | 32   | 38 | 12 | 8  | 18 | 42 | 52 | −10  | Descenso a Categorías regionales  |
| 19   | U. D. Poblense (D)              | 31   | 38 | 10 | 11 | 17 | 39 | 45 | −6   | Descenso a Categorías regionales  |
| 20   | C. D. Tortosa (D)               | 27   | 38 | 12 | 3  | 23 | 43 | 63 | −20  | Descenso a Categorías regionales  |

 Fuente: Fútbol Regional
Notas:
1. ↑  Para la siguiente temporada el C. F. Tarrasa cambió su nombre a Tarrasa C. F.

### Grupo IV
| Pos. | Equipo                   | Pts. | PJ | G  | E  | P  | GF | GC | Dif. | Clasificación                     |
| ---- | ------------------------ | ---- | -- | -- | -- | -- | -- | -- | ---- | --------------------------------- |
| 1    | C. F. Calvo Sotelo (A)   | 50   | 38 | 19 | 12 | 7  | 57 | 26 | +31  | Ascenso a Segunda División        |
| 2    | C. A. Marbella           | 49   | 38 | 22 | 5  | 11 | 59 | 31 | +28  | Acceso a Promoción de ascenso     |
| 3    | Linares C. F.            | 47   | 38 | 17 | 13 | 8  | 49 | 35 | +14  |                                   |
| 4    | C. D. Eldense            | 43   | 38 | 19 | 5  | 14 | 45 | 34 | +11  |                                   |
| 5    | Xerez C. D.              | 43   | 38 | 18 | 7  | 13 | 43 | 40 | +3   |                                   |
| 6    | Racing Portuense         | 41   | 38 | 16 | 9  | 13 | 47 | 36 | +11  |                                   |
| 7    | C. D. San Fernando       | 40   | 38 | 14 | 12 | 12 | 43 | 48 | −5   |                                   |
| 8    | A. D. Ceuta              | 40   | 38 | 17 | 6  | 15 | 49 | 50 | −1   |                                   |
| 9    | C. D. Badajoz            | 40   | 38 | 16 | 8  | 14 | 59 | 45 | +14  |                                   |
| 10   | S. D. Melilla            | 38   | 38 | 15 | 8  | 15 | 43 | 45 | −2   |                                   |
| 11   | Algeciras C. F.          | 38   | 38 | 13 | 12 | 13 | 33 | 35 | −2   |                                   |
| 12   | Real Jaén C. F.          | 38   | 38 | 12 | 14 | 12 | 33 | 28 | +5   |                                   |
| 13   | R. B. Linense            | 37   | 38 | 11 | 15 | 12 | 33 | 34 | −1   | Acceso a Promoción de permanencia |
| 14   | Orihuela Deportiva C. F. | 35   | 38 | 14 | 7  | 17 | 31 | 42 | −11  | Acceso a Promoción de permanencia |
| 15   | Melilla C. F.            | 35   | 38 | 15 | 5  | 18 | 41 | 60 | −19  | Acceso a Promoción de permanencia |
| 16   | A. D. Almería            | 35   | 38 | 14 | 7  | 17 | 53 | 46 | +7   | Acceso a Promoción de permanencia |
| 17   | Cartagena F. C. (D)      | 34   | 38 | 14 | 6  | 18 | 44 | 47 | −3   | Descenso a Categorías regionales  |
| 18   | A. D. Hellín (D)         | 33   | 38 | 14 | 5  | 19 | 41 | 51 | −10  | Descenso a Categorías regionales  |
| 19   | C. F. Extremadura (D)    | 24   | 38 | 10 | 4  | 24 | 34 | 66 | −32  | Descenso a Categorías regionales  |
| 20   | Real Granada C. F. (D)   | 20   | 38 | 6  | 8  | 24 | 26 | 64 | −38  | Descenso a Categorías regionales  |

 Fuente: Fútbol Regional

## Promoción de ascenso a Segunda División

### Equipos clasificados
Los siguientes equipos se clasificaron para la promoción de ascenso a Segunda División:
| 1º C. D. Ensidesa                                      | 1º Getafe Deportivo | 1º Levante U. D. | 1º Atlético Marbella |
| En negrita equipos que ascendieron a Segunda División. |                     |                  |                      |

## Promoción de permanencia en Tercera División

### Equipos clasificados
Los siguientes equipos se clasificaron para la promoción de permanencia desde Tercera División:
| 13º C. D. Guecho                                        | 13º A. D. Torrejón          | 13º Algemesí C. F. | 13º R. B. Linense            |
| 14º C. D. Basconia                                      | 14º C. D. Salmantino        | 14º C. F. Calella  | 14º Orihuela Deportiva C. F. |
| 15º Club Lemos                                          | 15º S. D. Cultural Michelín | 15º U. D. Lérida   | 15º Melilla C. F.            |
| 16º C. D. Turón                                         | 16º S. D. Eibar             | 16º S. D. Huesca   | 16º A. D. Almería            |
| En negrita equipos que descienden a Categoría Regional. |                             |                    |                              |

## Resumen
Ascendieron a Segunda División:
| - Club Atlético Osasuna | - Club de Fútbol Calvo Sotelo | - Real Club Deportivo de La Coruña | - Club Deportivo Ensidesa | - Club de Fútbol Tarrasa |

Descendieron a Divisiones Regionales: 
| Grupo I - Club Gran Peña Celtista - Club Atlético Universitario - Caudal Deportivo - Sociedad Deportiva Unión Club | Grupo II - Club Deportivo Béjar Industrial - Club Deportivo Calahorra - Club Deportivo Guadalajara - Agrupación Deportiva Arganda | Grupo III - Algemesí Club de Fútbol - Yeclano Club de Fútbol - Club Deportivo Atlético Ciudadela - Unión Deportiva Poblense - Club Deportivo Tortosa | Grupo IV - Cartagena Fútbol Club - Agrupación Deportiva Hellín - Club de Fútbol Extremadura - Real Granada Club de Fútbol |